# 胡萬青
胡萬青，贵州威寧人，清朝政治人物，同進士出身。
嘉慶元年（1796年）丙辰科進士，三甲一百一名，后官至吏部考功司主事。